# Kamieniec (Kłodzko)

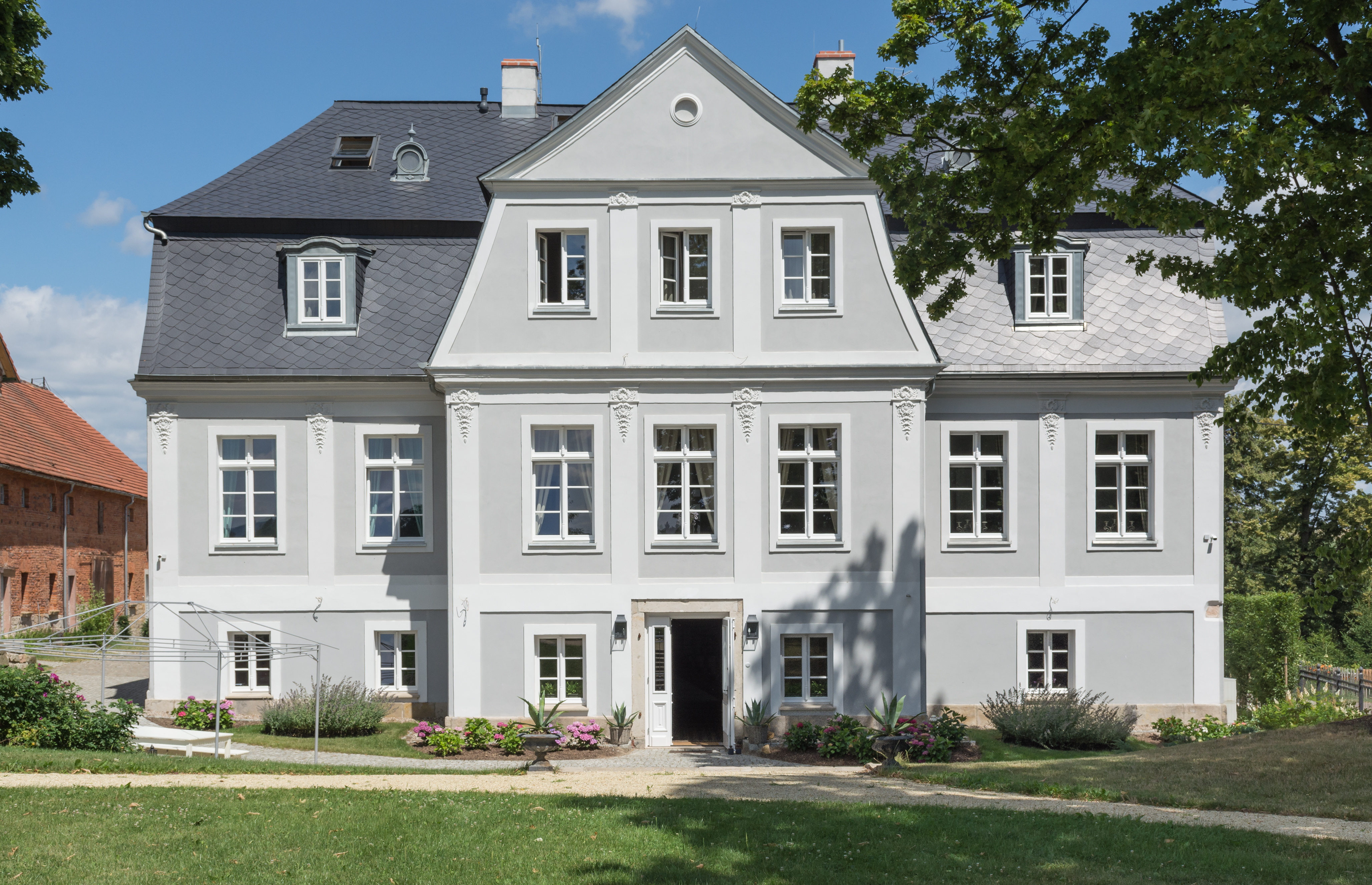
Schloss Kamnitz (2015)

Kamieniec (deutsch Kamnitz, auch Camnitz; tschechisch Kamenice) ist ein Ort in der Landgemeinde Kłodzko im Powiat Kłodzki der Woiwodschaft Niederschlesien in Polen. Es liegt neun Kilometer westlich von Kłodzko (Glatz).

## Geographie
Kamieniec liegt am Rand der Hochfläche zwischen der Reinerzer Weistritz und der Steine. Nachbarorte sind Ruszowice (Rauschwitz) im Nordosten, Korytów (Koritau, 1937–1945 Kartau) im Osten, Roszyce (Roschwitz) im Südosten, Szalejów Górny (Oberschwedeldorf) im Süden, Wolany (Wallisfurt) im Südwesten, Niwa (Reichenau) im Westen und Suszyna (Dürrkunzendorf) im Nordwesten.

## Geschichte
„Camencz“ wurde erstmals 1351 urkundlich erwähnt. Erster bekannter Besitzer war Konrad von Reichenau, dem 1361 Matthias von Pannwitz folgte. Es gehörte seit ältesten Zeiten zur Herrschaft Koritau und war nach Pischkowitz eingepfarrt.
Nach dem Ersten Schlesischen Krieg 1742 und endgültig mit dem Hubertusburger Frieden 1763 fiel Kamnitz zusammen mit der Grafschaft Glatz an Preußen. Für das Jahr 1796 sind nachgewiesen: ein Vorwerk, ein kleines Richtergut, neun Bauern sowie 25 Gärtner und Häusler.
Nach der Neugliederung Preußens gehörte Kamnitz seit 1815 zur Provinz Schlesien und war 1816–1945 dem Landkreis Glatz eingegliedert. 1939 wurden 271 Einwohner gezählt. Als Folge des Zweiten Weltkriegs fiel Kamnitz 1945 wie fast ganz Schlesien an Polen und wurde in Kamieniec umbenannt. Die deutsche Bevölkerung wurde vertrieben. Die neu angesiedelten Bewohner waren teilweise Zwangsumgesiedelte aus Ostpolen, das an die Sowjetunion gefallen war. 1975–1998 gehörte Kamieniec zur Woiwodschaft Wałbrzych (Waldenburg).

## Sehenswürdigkeiten

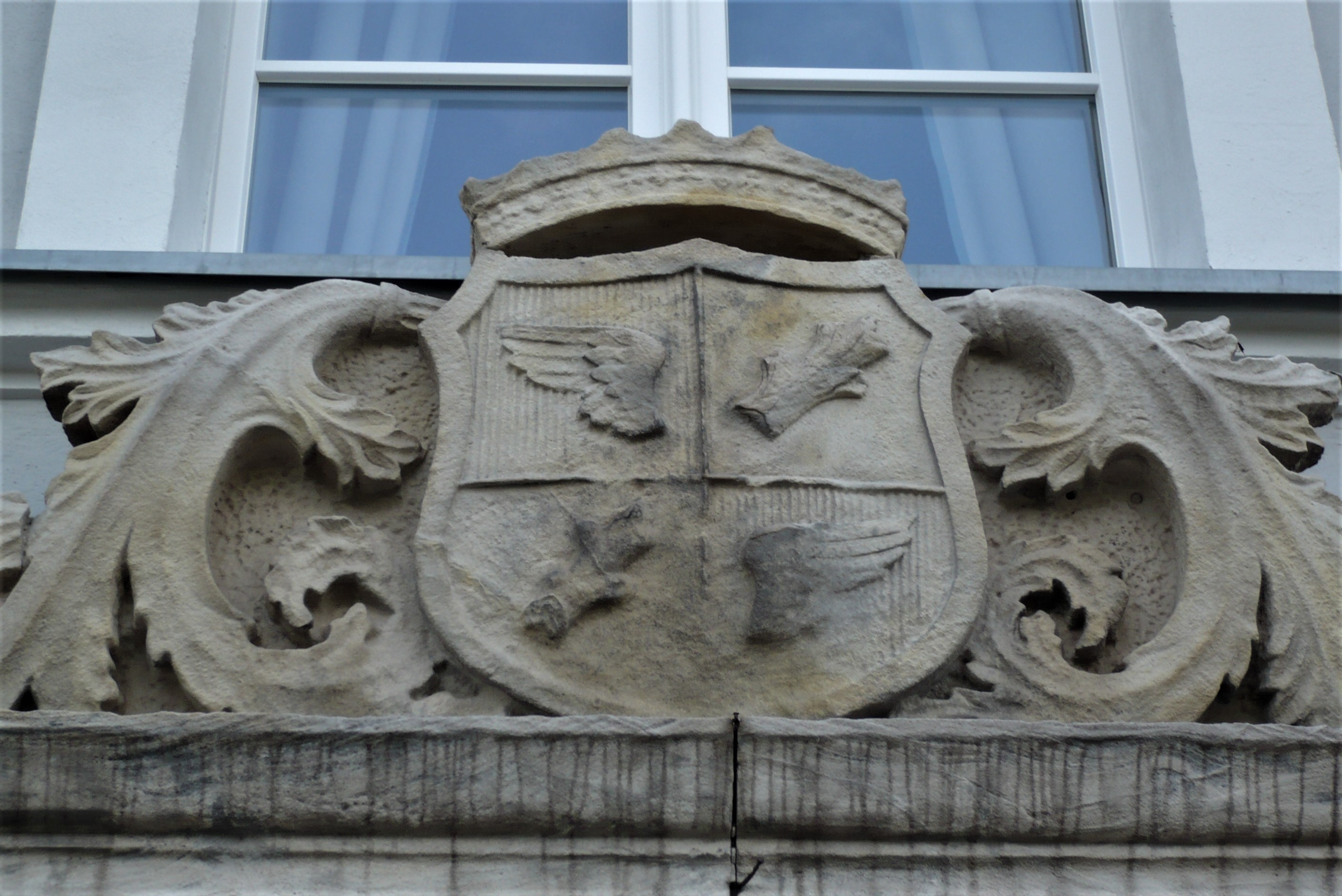
Wappenkartusche

- Das Schloss Kamnitz wurde um die Mitte des 18. Jahrhunderts vom Adelsgeschlecht Seherr-Thoß errichtet.